# Guerra mundial

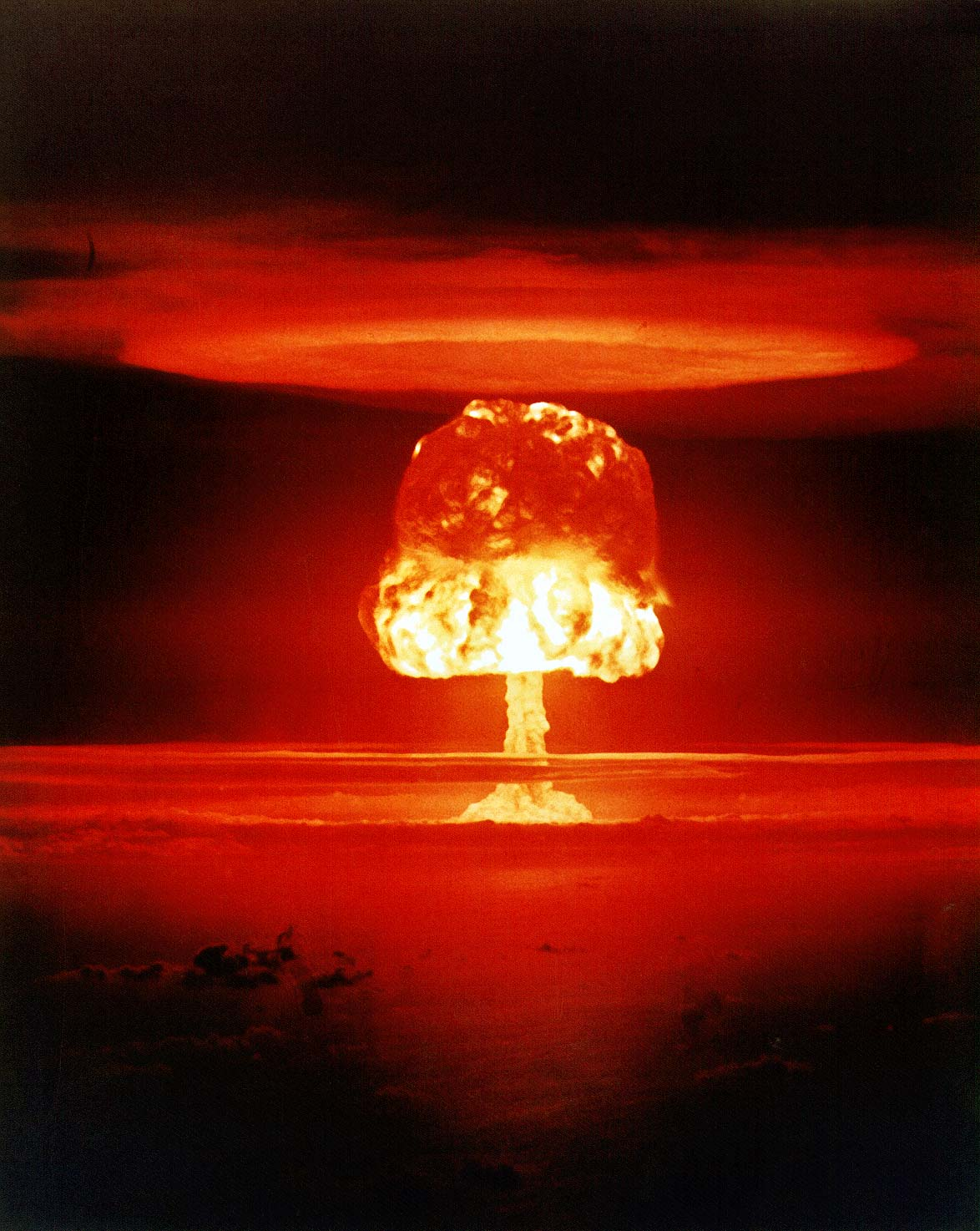
Malgrat els devastadors efectes de les guerres mundials i les seves armes, com la d'aquesta prova a l'atol de Biquini, no és clar quantes hi ha hagut

Guerra mundial és un terme utilitzat per referir-se a un conflicte bèl·lic a gran escala que involucra diverses nacions de diferents continents. En la història de la humanitat es coneixen dues «guerres mundials»: La Primera Guerra Mundial (1914-1918), també coneguda com “la Gran Guerra”; i la Segona Guerra Mundial (1939-1945). Però la llista podria contenir també les Croades, la Guerra de Successió Espanyola, la Guerra dels Set Anys (deslliurada a quatre continents), les Guerres Napoleòniques o la Guerra Freda.
Malgrat ser acceptades dues guerres mundials, publicacions com els llibres de text espanyols dels anys vuitanta indiquen que la Segona Guerra Mundial va ser realment l'única que pot rebre aquest nom, per ser l'única d'ambdues que va registrar combats en territori de tots els continents del globus.
Tanmateix, la confrontació de 1914 també rep aquest apel·latiu internacionalment, malgrat que en el seu temps només se la va anomenar 'la Gran Guerra' i que es va deslliurar només a Europa, Àfrica
i Àsia (encara que hi va haver enfrontaments a les Amèriques (batalla de Coronel) i Papua Nova Guinea. En certa manera es diu així per la participació de combatents de tots els continents, especialment del costat de la Triple Entesa.

## Tercera Guerra Mundial
També s'ha especulat amb la idea d'una Tercera Guerra Mundial. L'existència d'un tercer enfrontament global va cobrar força durant alguns episodis i moments especialment dramàtics de la Guerra Freda, en els quals es lluitava en pràcticament la totalitat del planeta. Així, en els anys 1980 existien combats entre defensors del capitalisme i del comunisme
- Àfrica: moviments pro demòcrates a Moçambic i Angola en lluita contra els seus governs pro soviètics. Sud-àfrica en guerra contra Cuba i Etiòpia durant la Guerra de la Frontera. Marroc amb suport dels Estats Units contra el Front Polisario finançat per Algèria al Sàhara Occidental o Líbia finançada i entrenada pels soviètics contra el Txad recolzat pels francesos. Per citar alguns dels molts existents.
- Amèrica: moviments guerrillers esquerrans en països com Colòmbia, el Perú, Guatemala o El Salvador, i de tendència democràtica a Nicaragua.
- A Àsia: moviments insurgents comunistes al Nepal i Cambodja, entre d'altres.
- A Europa: el Partit dels Treballadors del Kurdistan contra Turquia, membre de l'Organització del Tractat de l'Atlàntic Nord.
- A Oceania: guerrilles comunistes en Timor contra la Indonèsia capitalista.

D'aquesta forma, postulava la teoria, la Tercera Guerra Mundial no seria un conflicte declarat, però finalment els dos bàndols estarien en guerra a tota la superfície del globus. Malgrat la caiguda de l'URSS i del Pacte de Varsòvia, es comença a parlar d'una Segona Guerra Freda entre la Xina i els Estats Units, continuant així la possibilitat d'una següent guerra mundial.